# Back to the World
Back to the World is het tweede studioalbum van de Amerikaanse punkband Street Dogs. Het album is geproduceerd door Nate Albert, die voorheen bij The Mighty Mighty Bosstones speelde. De nummers "You Alone" en "Back To The World" zijn allebei uitgegeven als singles met videoclips.

## Nummers
1. "Strike a Blow" - 3:01
2. "You Alone" - 2:57
3. "In Defense of Dorchester" - 2:31
4. "Back to the World" - 2:44
5. "Tale of Mass Deception" - 2:56
6. "Drink Tonight" - 1:11
7. "Stagger" - 2:54
8. "White Collar Fraud" - 2:20
9. "Patrick" - 2:57
10. "Pull the Pin" - 2:38
11. "Hands Down" - 3:06
12. "Unions and the Law" - 2:48

## Band
- Mike McColgan - zang
- Johnny Rioux - basgitaar
- Marcus Hollar - gitaar
- Joe Sirois - drums